# 子夜 (小說)
《子夜》，原名《夕阳》，中国现代长篇小说，作者為茅盾，共约30万字。茅盾于1930年冬天開始構思和準備資料，然後在次年10月开始创作，至1932年12月5日完稿，共十九章。1933年1月由上海开明书店出版，此後曾被译为英、德、俄、日等十几种文字。

## 情节
《子夜》以20世纪30年代的上海为背景，刻画了民族资本家吴荪甫和买办资本家赵伯韬等人物。赵伯韬拉扰吴荪甫、杜竹斋进行公债投机。之后，吴荪甫又联合孙吉人、王和甫组成“益中信托公司”，试图发展工业。吴荪甫与赵伯韬由开始的合作，逐渐演变为矛盾。赵伯韬依仗外国势力，处处与吴荪甫作对。之后又遭遇工人罢工等，尽管吴荪甫竭尽全力抗争，最后也不免失败。

## 版本
《子夜》原版於民國二十二年（1933年）由开明书店发行。1954年人民文学出版社根据开明版原纸型重印，删改了620处。
1965年,香港嶺南出版社參考「開明版」出版繁體字版本(香港亦有南國出版社之版本，可惜疑為盜版)。2001年,台北里仁書局以「開明版」為底,並參校「嶺南版」,重新以繁體字出版此書，為目前最新之繁體字版本。
上述「開明版」、「嶺南版」、「里仁版」三版為此書僅存之繁體字且未經政黨刪改的版本。

## 角色

### 吳家
- 吳老太爺：祖父兩代皆是前清侍郎，他卻參加了當年的「維新黨」，因此和父親鬧翻.後因習武騎馬傷了腿導致半身不遂，後遂信奉太上老君和《太上感應篇》．在因戰亂而被子女接至上海之前，足足二十五年不曾離開自家書斋，也不曾讀過《太上感應篇》其他的書．與兒子吳蓀甫感情不睦
- 吳芙芳：吳老太爺之女，行二
- 杜竹齋：芙芳之夫
- 吳蓀甫：吳老太爺之子，行三
- 林珮瑤: 吳蓀甫之妻
- 吳蕙芳: 吳老太爺之女，行四
- 吳阿萱：吳老太爺的屘子，行七

### 吳家周遭人物
- 張素素：吳老太爺的表姪女，吳蓀甫的表妹
- 林珮珊：林珮瑤之表妹
- 范博文：詩人，與林珮珊相好，也是林珮珊的表兄
- 李玉亭：大學教授，中等身材尖下巴，與張素素相好
- 吳芝生: 范博文和吳蓀甫的遠房族弟,社會系大學生
- 杜新籜: 杜竹齋之子,留學法國,拉里拉雜學了一大堆東西,單都不專精,故綽號「萬能博士」.信奉巴枯寧主義———「什麼都看不慣，但又什麼都不在乎」的人生態度．
- 杜學詩: 杜竹齋的弟弟,工程科系大學生
- 秋隼: 吳府法律顧問
- 李貴: 跟著吳少奶奶從娘家過來的當差
- 高昇: 吳府僕役
- 費曉生：吳府管事，綽號「費小鬍子」
- 吳為成: 吳蓀甫之遠房侄兒，住在吳家老家雙橋鎮

### 吳家絲綢廠
- 莫幹丞：吳家絲綢場的帳房
- 李麻子：稽查
- 王金貞：二號管車
- 姚金鳳：絲綢場罷工的起源之一
- 薛寶珠：九號管車，絲綢場罷工的起源之一
- 錢保生：工廠工會頭目之一
- 桂長林：工廠工會頭目之一
- 屠維嶽：雙橋鎮人，父親是吳老太爺的朋友，靠著吳老太爺的推薦進了工廠．莫幹丞栽贓其向其相好的女工朱桂英透漏資方決定刻減工錢的消息，導致罷工．吳蓀甫在調查時認識了他，賞識其膽識與性格，遂將其升為工廠高級主管
- 陈月娥： 工人，罢工运动的活跃分子
- 何秀妹： 工人，罢工运动的活跃分子
- 张阿新： 工人，罢工运动的活跃分子

### 曾家
- 曾滄海: 吳蓀甫的舅舅，五十多歲，鴉片鬼．住在雙橋鎮，該地方的「土皇帝」，靠著放高利貸強佔農民土地，地方上人稱「曾剝皮」．
- 曾家駒: 曾滄海之子,國民黨黨員
- 阿金：曾滄海的小妾
- 馬景山：曾家駒的小舅子
- 阿二：曾家長工
- 李四：曾滄海的狐群狗黨，雙橋鎮地頭蛇
- 進寶：雙橋鎮土共，阿金前夫，因太太被曾滄海強佔而對其心懷怨恨．

### 其他
- 雷鳴參謀：黃埔出身的軍人，年近約三十歲．和黃奮是對頭
- 黃奮：也是黃埔出身的軍人，和雷參謀一起打過仗，情報人員
- 孫吉人：太平洋輪船公司總經理，同時還在皖北地區經營長途汽車．脖子細長是其外表特徵
- 周仲偉：光大火柴廠老闆，身材矮胖，因為喜歡到處拉攏，向火柴一樣到處「一擦就著」，所以人們都給他起了個渾名「紅頭火柴」
- 王和甫：大興煤礦公司總經理．四十多歲，長著兩撇鬍子
- 朱吟秋：絲廠老闆
- 陳君宜：五雲織綢廠老闆
- 唐雲山: 政客,支持汪精衛
- 李壯飛: 公債投資人，嘴上留有一撮「牙刷鬚」，曾出現在吳老太爺公祭.當過民國縣長,但不到一個月便因轄區鬧共匪而丟官.
- 韓孟翔: 詩人，也是交易所經紀人，趙伯韜親信
- 徐曼麗: 交際花，與雷鳴和趙伯韜有私下關係
- 趙伯韜: 公債投資大戶,中等身材,三角臉，廣東人
- 尚仲禮: 洪憲時期曾在袁世凱政府當過官，後來袁世凱垮台後由官入商，弄了個信託公司理事長職缺．六十多歲，方面大耳細眼睛，樣貌不俗．
- 陸匡時: 吳府遠親,交易所經紀人兼大亞證卷信託公司襄理
- 馮雲卿: 吳蓀甫在銀行公會餐室遇見之投機份子.狹長臉,月牙鬚,年約五十歲,綽號「笑面虎」.前清時代的〝半個〞舉人,因進不了把持地方的「鄉紳」班,就靠放高利貸剝削農民累積出一份家業.
- 馮眉卿: 馮雲卿之女，与赵伯韬有私下关系
- 何慎庵: 前清時之縣官,靠著貪污累積出一份家業.四十歲,圓臉,頭戴瓜皮帽,手拿拐杖
- 劉玉英: 馮眉卿之友,陸匡時之兒媳婦,寡婦，与赵伯韬有私下关系
- 柏青：吳芝生的同學
- 柯仲謀：秋隼的朋友，新聞記者，吳公管常客
- 蔡真： 共产主义者，罢工运动的直接指挥者，喜欢使用革命“公式”
- 玛金： 共产主义者，罢工运动的直接指挥者
- 克佐甫： 共产主义者，总罢工的领导者

## 寫作動機
茅盾在敘述《子夜》的創作意圖時他說：“我有了大規模地描寫中國社會現象的企圖”。

## 评价
瞿秋白评论道：“这是中国第一部写实主义的成功的长篇小说。”

## 改编作品
- 1981年电影《子夜》，由桑弧、傅敬恭执导，李仁堂、乔奇、顾也鲁、程晓英主演。
- 2008年电视剧《子夜》，由杨克、林子执导，陈宝国、刘钧、雷汉、沈傲君主演。